# Vincent Kaufmann
Vincent Kaufmann (* 14. Mai 1955 in Bern) ist ein Schweizer Buchwissenschaftler und Romanist. Von 2009 bis 2020 war er Direktor des Instituts für Medien- und Kommunikationsmanagement an der Universität St. Gallen.

## Leben

### Ausbildung
Vincent Kaufmann machte 1973 seine Matura. Zu dieser Zeit habe ein Übergang vom politischen zum kulturellen Aktivismus stattgefunden (68er-Bewegung). Seine Entscheidung, in Genf Literatur zu studieren, war mit einer vagen politisch-kulturellen Perspektive verbunden. Er begann sein Studium mit dem Anspruch „Man muss sich mit Kultur beschäftigen, weil man damit die nächste grosse Revolution mit vorbereiten könne.“ 1979 erwarb er an der Universität Genf das Lizenziat.
Mit der Zeit verblasste dieser Ehrgeiz jedoch, Kaufmann nahm sich viel Zeit für sein Studium, das er damals als Vorbereitung und Grundlage für eine weitere Theater- oder Filmschule sah. Denn ursprünglich wollte er Regisseur werden. Doch dann merkte er, dass er in Sachen Theater und Schauspiel überhaupt nicht begabt war, und gleichzeitig begeisterte er sich immer mehr für die Inhalte seines Studiums, so dass er beschloss, tiefer zu forschen und seine Diplomarbeit zu schreiben. 1984 erwarb er in Genf das Doktorat und war Assistent am Lehrstuhl für Französisch.

### Berufliche Laufbahn
Danach pendelte er zwischen der Schweiz und den USA. Zunächst war er Visiting Assistant Professor in Michigan, Johns Hopkins University und Berkeley. Dann wurde er Assistenzprofessor in Genf, dann wieder Associate in Berkeley, wo er auch ein paar Jahre als ordentlicher Professor blieb. Von 1991 bis 1996 war er Professor für Französisch an der University of California in Berkeley am Department of French, von 1993 bis 1996 war er Vorsitzender des Departments.
Dann ging er zurück in die Schweiz. 1996 wurde er zum ordentlichen Professor in St. Gallen ernannt. Er blieb dort, mit einigen Unterbrechungen als Gastprofessor in Berkeley, an der ETH, den Universitäten Lausanne, Neuchâtel und Paris II Panthéon-Assas. Von 1996 bis 2020 war er Professor an der Universität St. Gallen an den Lehrstühlen für Französische Literatur und Kultur sowie Medien. 14 Jahre lang leitete er den Studiengang Contextual Studies. Zugleich übernahm er 2009 die Co-Leitung des Instituts für Medien- und Kommunikationsmanagement. Nebenbei war er auch Dekan des Departements für Kulturwissenschaften (zuvor hatte er einen Lehrstuhl in Berkeley) oder leitete die HSG-Programme Buchwissenschaft und Wirtschaftsjournalismus. Ausserhalb der HSG, vor allem in der Westschweiz, hat er sich mit Filmprojekten (Réseau Cinéma Suisse) und journalistischen Programmen profiliert.
Kaufmann hat mit vielen anderen Dozierenden an der HSG und interdisziplinäres Co-Teaching praktiziert. Zu den rund 15 Co-Teachers gehören Martin Kolmar mit dem Kurs „Narrative Lost: Was für Helden wir uns wünschen und wieso sie verschwunden sind“; Jörg Metelmann mit „Kapitalismus, Konsum und Pornographie“; oder Christine Benesch mit „Medien zwischen Ökonomie und Kultur“. Alleine unterrichtete er „Medien und Zensur“ oder „Ökonomie der Aufmerksamkeit und Sichtbarkeit“.

## Forschungsschwerpunkte
Seine Forschungsschwerpunkte sind Literatur- und Kulturgeschichte Frankreichs (19. und 20. Jahrhundert): Literatur, Politik, Religion, Medien, Medizin, Avantgarden, Geschichte der Literaturtheorie.
Mit seinen Forschungen blieb er seiner angestammten Disziplin treu, zum Beispiel mit seinen zehn in französischer Sprache verfassten und erfolgreich publizierten Monographien (Éditions de Minuit, Seuil, Gallimard). Kaum ein Buch von ihm wurde nicht in eine oder mehrere Sprachen übersetzt. Seiner Dissertation über die Adressaten literarischer Texte, vor allem über Mallarmés relativem Desinteresse an der Leserschaft, folgte eine Arbeit über den Briefroman, die ins Englische (Harvard University Press) und Italienische übersetzt wurde; seine Studie über Guy Debord ins Deutsche, Englische (University of Minnesota Press) und Chinesische. Seine jüngste Monografie über Guy Debords Spektakel, die 2017 erschien, landete in der Übersetzung auf Platz 1 der Sachbuch-Bestsellerliste in China. US-Verlage sowie das exquisite universitäre Umfeld zeigen seine Popularität in den Vereinigten Staaten. Erfolge auch als App-Entwickler, seine Bux-App wurde mit dem Swiss Apps Award ausgezeichnet.

## Schriften (Auswahl)
- Le livre et ses adresses. (Mallarmé, Ponge, Valéry, Blanchot). Paris 1986, ISBN 2-86563-159-1.
- L’équivoque épistolaire. Paris 1990, ISBN 2-7073-1342-4.
- Poétique des groupes littéraires. (Avant-gardes 1920–1970). Paris 1997, ISBN 2-13-048086-1.
- Guy Debord. La révolution au service de la poésie. Paris 2001, ISBN 2-213-61059-2.